# Grêmio Esportivo São José
O Grêmio Esportivo São José é um clube brasileiro de futebol, do município de Cachoeira do Sul, no Estado do Rio Grande do Sul. Seu estádio é o Joaquim Vidal, com capacidade para 5 mil espectadores.

## História
Fundado em 1968, o Grêmio Esportivo São José ficou boa parte de sua história disputando competições amadoras. A profissionalização veio em 1993. Foi campeão da Divisão de Acesso no ano de 1997 e ficou duas temporadas na elite. Em 2003, o  Zequinha subiu novamente, como vencedor da segunda divisão gaúcha, para fazer uma campanha tranquila, lutando para chegar na semifinal.
Em 2005, pelo Gauchão, o Zequinha venceu o Grêmio por 2 a 1 no Estádio Joaquim Vidal em Cachoeira do Sul, com gols de Marquinhos e Josiel para o São José.
O clube disputou a elite gaúcha até o ano de 2007, quando encerrou a primeira fase na lanterna do grupo 2 com apenas 15 pontos, sendo rebaixado.
No ano de 2008, o clube fez a sua última participação em competições oficiais. Pela disputa da Divisão de Acesso, o clube foi eliminado na primeira fase da competição após terminar na 5º colocação do grupo 3 com 12 pontos.

## Títulos

### Estaduais
- Campeonato Gaúcho - Série A2: 2 vezes (1997 e 2002).

### Categorias de base
- Campeonato Gaúcho Sub-20: Vice-campeão (2003).